# Phòng chat quỷ ám
Phòng chat quỷ ám (tên gốc tiếng Anh: Host) là một bộ phim kinh dị do Rob Savage đạo diễn và dựa trên kịch bản do Savage, Gemma Hurley và Jed Shepherd viết. Phim có sự tham gia của Haley Bishop, Jemma Moore, Emma Louise Webb, Radina Drandova và Caroline Ward.